# 신반포중학교
신반포중학교(新盤浦中學校)는 대한민국 서울특별시 서초구 반포동에 있는 강남 8학군 공립 중학교이다.
1.배정 아파트단지
반포동
반포 한신서래 아파트(일부),반포 힐스테이트 아파트,반포 래미안 퍼스티지 아파트,반포 래미안 원베일리 아파트,반포 래미안 원펜타스 아파트,반포 아크로 리버파크 아파트,반포 대우 푸루지오 아파트

## 학교 연혁
- 1984년 1월 9일 : 신반포중학교 설립 인가(45학급)
- 1984년 3월 1일 : 초대 이우모 교장 취임
- 1984년 3월 5일 : 제1회 입학식(남 10학급, 여 5학급)
- 2010년 3월 1일 : 교과교실제 시범학교 운영
- 2020년 3월 1일 : 제11대 김진옥 교장 취임
- 2022년 1월 4일 : 제36회 졸업(202명, 총 16,837명)
- 2022년 3월 2일 : 제39회 입학(남.여 10학급 296명)

## 참고 자료
- 신반포중학교 - 한국교육학술정보원 학교알리미